# Чемпионат России по плаванию 2019
Чемпионат России по плаванию 2019 года прошёл с 8 по 12 апреля в СК «Олимпийский», Москва.
Турнир был отборочным к чемпионату мира в Кванджу (Ю. Корея) c 12 по 28 июля. На индивидуальных дистанциях квалифицировалось 30 спортсменов.

## Призёры

### Мужчины
| Дистанция                         | Золото | Золото   | Серебро | Серебро  | Бронза | Бронза   |
| --------------------------------- | --- | -------- | --- | -------- | --- | -------- |
| 50 м вольным стилем               | Владимир Морозов Москва                                                                                         | 21.55    | Иван Кузьменко Волгоградская область                                                                                       | 22.12    | Владислав Гринёв Москва Евгений Рылов Московская обл. — Хабаровский край                                                 | 22.13    |
| 100 м вольным стилем              | Владислав Гринёв Москва                                                                                         | 47.65    | Владимир Морозов Москва | 48.04    | Евгений Рылов Московская обл. — Хабаровский край                                                                         | 48.33    |
| 200 м вольным стилем              | Мартин Малютин Омская область                                                                                   | 1:45.46  | Михаил Довгалюк Москва | 1:46.08  | Александр Красных Татарстан                                                                                              | 1:46.34  |
| 400 м вольным стилем              | Александр Красных Татарстан                                                                                     | 3:45.55  | Мартин Малютин Омская область                                                                                              | 3:46.67  | Александр Фёдоров Санкт-Петербург                                                                                        | 3:49.60  |
| 800 м вольным стилем              | Илья Дружинин ХМАО-Югра                                                                                         | 7:52.03  | Александр Егоров Москва | 7:54.04  | Илья Сибирцев Волгоградская область                                                                                      | 7:53.98  |
| 1500 м вольным стилем             | Илья Дружинин ХМАО-Югра                                                                                         | 14:59.86 | Илья Сибирцев Волгоградская область                                                                                        | 15:11.98 | Эрнест Максумов Татарстан                                                                                                | 15:13.59 |
|                                   | |          | |          | |          |
| 50 м на спине                     | Климент Колесников Москва                                                                                       | 24.77    | Евгений Рылов Московская обл. — Хабаровский край                                                                           | 24.83    | Григорий Тарасевич Татарстан                                                                                             | 24.91    |
| 100 м на спине                    | Евгений Рылов Московская обл. — Хабаровский край                                                                | 52.84    | Климент Колесников Москва                                                                                                  | 53.03    | Григорий Тарасевич Татарстан                                                                                             | 53.29    |
| 200 м на спине                    | Евгений Рылов Московская обл. — Хабаровский край                                                                | 1:54.00  | Климент Колесников Москва                                                                                                  | 1:56.07  | Григорий Тарасевич Татарстан                                                                                             | 1:57.54  |
|                                   | |          | |          | |          |
| 50 м брассом                      | Андрей Николаев Калужская область                                                                               | 27.12    | Кирилл Пригода Санкт-Петербург                                                                                             | 27.17    | Илья Хоменко Ростовская область                                                                                          | 27.50    |
| 100 м брассом                     | Кирилл Пригода Санкт-Петербург                                                                                  | 59.52    | Антон Чупков Москва | 59.57    | Илья Хоменко Ростовская область                                                                                          | 1:00.05  |
| 200 м брассом                     | Антон Чупков Москва                                                                                             | 2:07.00  | Александр Палатов Красноярский край                                                                                        | 2:08.70  | Илья Хоменко Ростовская область                                                                                          | 2:08.72  |
|                                   | |          | |          | |          |
| 50 м баттерфляем                  | Олег Костин Нижегородская область                                                                               | 22.74    | Андрей Жилкин Москва | 23.06    | Андрей Минаков Санкт-Петербург                                                                                           | 23.47    |
| 100 м баттерфляем                 | Андрей Минаков Санкт-Петербург                                                                                  | 51.79    | Егор Куимов Татарстан | 52.20    | Александр Садовников Волгоградская область                                                                               | 52.23    |
| 200 м баттерфляем                 | Александр Кудашев Самарская область                                                                             | 1:56.71  | Егор Павлов Пензенская область                                                                                             | 1:56.81  | Владимир Кудряшов Кемеровская область                                                                                    | 1:57.04  |
|                                   | |          | |          | |          |
| 200 м комплексное плавание        | Андрей Жилкин Москва                                                                                            | 1:58.35  | Максим Ступин Москва | 2:00.45  | Семён Макович Москва | 2:00.52  |
| 400 м комплексное плавание        | Максим Ступин Москва                                                                                            | 4:16.30  | Данил Зайцев Санкт-Петербург                                                                                               | 4:17.56  | Эдуард Валиахметов Татарстан                                                                                             | 4:18.87  |
|                                   | |          | |          | |          |
| 4 × 100 м эстафета вольным стилем | Москва Андрей Жилкин (49.38) Климент Колесников (48.34) Владимир Морозов (48.64) Владислав Гринёв (47.56)       | 3:13.92  | Санкт-Петербург Евгений Айзеттулов (50.76) Андрей Пащенко (50.89) Андрей Минаков (48.04) Александр Щёголев (50.39)         | 3:20.08  | Новосибирская область Максим Абловацкий (50.11) Александр Клюкин (50.94) Роман Домачук (51.39) Даниил Марков (50.22)     | 3:22.66  |
| 4 × 200 м эстафета вольным стилем | Москва Михаил Довгалюк (1:47.76) Николай Снегирёв (1:47.40) Даниил Шаталов (1:48.85) Владислав Гринёв (1:47.89) | 7:11.90  | Татарстан Александр Красных (1:47.62) Григорий Тарасевич (1:49.81) Эрнест Максумов (1:51.11) Вячеслав Андрусенко (1:49.09) | 7:17.63  | Санкт-Петербург Антон Никитин (1:49.04) Александр Фёдоров (1:48.48) Вадим Семенченко (1:50.74) Елисей Степанов (1:49.67) | 7:17.93  |
| 4 × 100 м комплексная эстафета    | Москва Климент Колесников (53.32) Антон Чупков (58.89) Павел Пахомов (52.37) Владислав Гринёв (47.58)           | 3:32.16  | Санкт-Петербург Павел Татаренко (55.11) Кирилл Пригода (58.86) Даниил Пахомов (51.90) Андрей Минаков (47.91)               | 3:33.78  | Татарстан Григорий Тарасевич (54.07) Вячеслав Мальковский (1:03.54) Егор Куимов (52.59) Никита Королёв (49.84)           | 3:40.04  |

### Женщины
| Дистанция                         | Золото | Золото   | Серебро | Серебро  | Бронза | Бронза   |
| --------------------------------- | --- | -------- | --- | -------- | --- | -------- |
| 50 м вольным стилем               | Мария Каменева Санкт-Петербург — Оренбургская обл.                                                                                        | 24.32    | Арина Суркова Новосибирская область                                                                                      | 24.83    | Розалия Насретдинова Москва                                                                                                 | 25.23    |
| 100 м вольным стилем              | Мария Каменева Санкт-Петербург — Оренбургская обл.                                                                                        | 53.80    | Вероника Андрусенко Татарстан                                                                                            | 54.89    | Арина Опёнышева Красноярский край                                                                                           | 55.11    |
| 200 м вольным стилем              | Вероника Андрусенко Татарстан | 1:57.00  | Анна Егорова ХМАО-Югра — Калининградская обл.                                                                            | 1:58.30  | Валерия Саламатина Свердловская область                                                                                     | 1:58.53  |
| 400 м вольным стилем              | Вероника Андрусенко Татарстан | 4:06.01  | Анна Егорова ХМАО-Югра — Калининградская обл.                                                                            | 4:06.79  | Анастасия Кирпичникова Свердловская область                                                                                 | 4:11.18  |
| 800 м вольным стилем              | Анна Егорова ХМАО-Югра — Калининградская обл.                                                                                             | 8:29.65  | Анастасия Кирпичникова Свердловская область                                                                              | 8:34.53  | Яна Курцева Волгоградская область                                                                                           | 8:46.92  |
| 1500 м вольным стилем             | Анастасия Кирпичникова Свердловская область                                                                                               | 16:16.04 | Маргарита Варульникова Москва                                                                                            | 16:42.48 | Яна Курцева Волгоградская область                                                                                           | 16:50.55 |
|                                   | |          | |          | |          |
| 50 на спине                       | Мария Каменева Санкт-Петербург — Оренбургская обл.                                                                                        | 27.66    | Дарья Васькина Москва | 27.74    | Анастасия Фесикова ЯНАО — Калужская область                                                                                 | 27.82    |
| 100 на спине                      | Дарья Васькина Москва | 59.46    | Анастасия Фесикова ЯНАО — Калужская область                                                                              | 59.71    | Анастасия Авдеева Владимирская область                                                                                      | 1:01.19  |
| 200 на спине                      | Анастасия Авдеева Владимирская область | 2:09.89  | Дарья К. Устинова Свердловская область                                                                                   | 2:10.30  | Ирина Приходько Татарстан                                                                                                   | 2:10.34  |
|                                   | |          | |          | |          |
| 50 м брассом                      | Юлия Ефимова Московская область | 30.43    | Анна Белоусова Свердловская область                                                                                      | 30.98    | Наталья Иванеева Волгоградская область                                                                                      | 31.03    |
| 100 м брассом                     | Анна Белоусова Свердловская область | 1:06.34  | Юлия Ефимова Московская область                                                                                          | 1:07.05  | Анастасия Макарова Московская область                                                                                       | 1:07.79  |
| 200 м брассом                     | Евгения Чикунова Санкт-Петербург | 2:22.67  | Мария Темникова Санкт-Петербург                                                                                          | 2:23.45  | Юлия Ефимова Московская область                                                                                             | 2:23.88  |
|                                   | |          | |          | |          |
| 50 м баттерфляем                  | Арина Суркова Новосибирская область | 25.85    | Светлана Чимрова Москва                                                                                                  | 26.34    | Софья Сподаренко Тюменская область                                                                                          | 26.38    |
| 100 м баттерфляем                 | Светлана Чимрова Москва | 57.98    | Полина Егорова Башкортостан                                                                                              | 59.13    | Наталья Можина Иркутская область                                                                                            | 59.89    |
| 200 м баттерфляем                 | Светлана Чимрова Москва | 2:10.44  | Софья Чичайкина Самарская область                                                                                        | 2:13.96  | Марина Намазова Кемеровская область                                                                                         | 2:14.64  |
|                                   | |          | |          | |          |
| 200 м комплексное плавание        | Виктория Белякова Пензенская область | 2:13.42  | Ирина Приходько Татарстан                                                                                                | 2:14.32  | Александра Денисенко Санкт-Петербург                                                                                        | 2:15.24  |
| 400 м комплексное плавание        | Ирина Кривоногова Самарская область | 4:46.6   | Анастасия Сорокина Свердловская область                                                                                  | 4:47.89  | Арина Кошкина Московская область                                                                                            | 4:48.07  |
|                                   | |          | |          | |          |
| 4 × 100 м эстафета вольным стилем | Санкт-Петербург Дарья Карташова (56.65) Полина Невмовенко (55.89) Мария Каменева (53.85) Дарья С. Устинова (54.44)                        | 3:40.83  | Свердловская область Дарья Муллакаева (55.60) Полина Лапшина(56.58) Дарья К. Устинова (55.86) Валерия Саламатина (55.13) | 3:43.17  | Новосибирская область Анита Грищенко (57.44) Екатерина Никонова (55.29) Александра Кичигина (57.13) Арина Суркова (55.16)   | 3:45.02  |
| 4 × 200 м эстафета вольным стилем | Свердловская область Анастасия Кирпичникова (2:00.45) Валерия Саламатина (1:58.96) Дарья К. Устинова (2:01.46) Дарья Муллакаева (1:59.83) | 8:00.70  | Самарская область Ирина Кривоногова (2:02.33) Олеся Чернятина (н/д) Софья Чичайкина (н/д) Анастасия Гуженкова (2:01.53)  | 8:08.25  | Санкт-Петербург Полина Невмовенко (2:01.04) Александра Хайлова (2:05.24) Юлия Сноз (2:02.91) Яна Саттарова (2:03.21)        | 8:12.40  |
| 4 × 100 м комплексная эстафета    | Санкт-Петербург Мария Каменева (59.96) Мария Темникова (1:08.04) Анастасия Лязаева (1:00.47) Дарья С. Устинова (54.47)                    | 4:02.92  | Москва Дарья Васькина (1:00.81) Ника Годун (1:08.38) Светлана Чимрова (57.85) Александра Быкова (57.07)                  | 4:04.11  | Свердловская область Дарья К. Устинова (1:01.69) Анна Белоусова (1:08.33) Полина Лапшина (1:00.77) Дарья Муллакаева (55.05) | 4:05.84  |

### Смешанные соревнования
| Дистанция                         | Золото | Золото  | Серебро | Серебро | Бронза | Бронза  |
| --------------------------------- | --- | ------- | --- | ------- | --- | ------- |
| 4 × 100 м эстафета вольным стилем | Санкт-Петербург Андрей Минаков (49.12) Александр Щёголев (50.04) Мария Каменева (54.08) Дарья С. Устинова (54.94) | 3:28.18 | Новосибирская область Даниил Марков (50.67) Максим Абловатский (49.71) Арина Суркова (55.70) Екатерина Никонова (55.47)         | 3:31.55 | Татарстан Никита Королёв (50.23) Алексей Мерзляков (50.35) Олеся Корчагина (57.33) Вероника Андрусенко (55.09)        | 3:33.00 |
| 4 × 100 м комплексная эстафета    | Москва Дарья Васькина (1:01.14) Антон Чупков (59.35) Светлана Чимрова (58.17) Владислав Гринёв (47.47)            | 3:46.13 | Свердловская область Дарья К. Устинова (1:01.32) Александр Трайт (1:01.84) Александр Идрисов (54.28) Валерия Саламатина (54.93) | 3:52.37 | Санкт-Петербург Павел Татаренко (56.29) Евгений Сомов (1:00.84) Лидия Нечитайлова (1:00.75) Дарья С. Устинова (55.09) | 3:52.97 |